# Zigongosaurus fuxiensis
Zigongosaurus fuxiensis es la única especie conocida del género dudoso extinto Zigongosaurus ("lagarto de Zigong") de dinosaurio saurópodo que vivió a mediados del Jurásico entre el Bathoniense y el Calloviense, hace aproximadamente 168 a 160 millones de años, en lo que es hoy Asia. Sus restos fueron hallados en la Formación Shaximiao de Zigong, Sichuan, en China. Debido al incompleto conocimiento de los saurópodos chinos del Jurásico, este ha sido un taxón difícil de interpretar, siendo asignado en ocasiones a Omeisaurus, y en otras a Mamenchisaurus, aparte de haberse clasificado en su propio género.
El género se basa en el holotipo CV 00261, un espécimen que incluye una mandíbula parcial, el maxilar, y un basioccipital (un hueso de la región del neurocráneo). Otros huesos de varias partes del esqueleto, pertenecientes a múltiples individuos, fueron también descritos y asignados al nuevo género. Los autores pensaron que este se parecía a Omeisaurus, pero este difiere en detalles de las vértebras. Los primeros reportes en la prensa popular sugirieron que era un braquiosáurido.
La taxonomía de los saurópodos chinos se volvió más confusa en la década de 1980. En 1983, Dong, Zhou y Zhang nombraron la especie Omeisaurus fuxiensis, el cual ellos basaron en materiales diferentes de los de Zigongosaurus fuxiensis, pero estaban así sugiriendo que los dos eran el mismo animal. Después de esto, se supuso que el género pertenecía en realidad a Omeisaurus, posiblemente siendo un sinónimo más moderno de O. junghsiensis. A mediados de la década de 1990, las opiniones cambiaron, y el género fue asignado por Zhang y Chen, a Mamenchisaurus. Ellos notaron que este provenía de un nivel estratigráfico intermedio entre los lechos de Omeisaurus y de Mamenchisaurus, pero se parecía más a Mamenchisaurus. En particular, las espinas neurales de las vértebras (la parte de la vértebra que sobresale sobre el paso de la médula espinal) en ambos géneros tienen una distintiva bifurcación débil, que no es hallada en Omeisaurus. Los autores lo renombraron como Mamenchisaurus fuxiensis. Esta asignación fue seguida provisionalmente en las más recientes revisiones extensas de los saurópodos, pero al menos un autor (Valérie Martin-Rolland) ha encontrado que constituye un género distinto.
Independientemente del género al que perteneciera Zigongosaurus, ya sea como un saurópodo parecido a un mamenchisáurido o a un omeisáurido, debió de ser un enorme herbívoro cuadrúpedo con un largo cuello. Se considera que era un saurópodo de talla mediana a grande, con una longitud de cerca de 15 metros.